# Khumbutse
Khumbutse (kinesiska 坤布崎峰och pinyin Kūnbùzī Fēng) är ett berg i Khumbu-regionen i bergskedjan Mahalangur Himal. Khumbutse är beläget på gränsen mellan Nepal och Kina, i Solukhumbu-distriktet i Nepal och i Tingris härad Shigatse prefektur, i Tibet. Toppen ligger på 6 639 meter över havet.

## Beskrivning
Khumbutse har lånat sitt namn av att den ligger vid Khumbu-dalen, där Khumbu-glaciären ligger. Den är en välbekant vy för Everest-klättrare, där berget ligger på västsidan av Mount Everest (8848 m) och Lingtren (6714 m), med Lho La-passet (6006 m) emellan.
På avstånd är Khumbutse påfallande likt en miniatyr av 8000-metertoppen Lhotse. Liksom det näraliggande Lingtren ligger berget i skuggan av bergsryggen mellan Mount Everest och Pumori, vilket gör att många turister och klättrare inte ens uppmärksammar det.

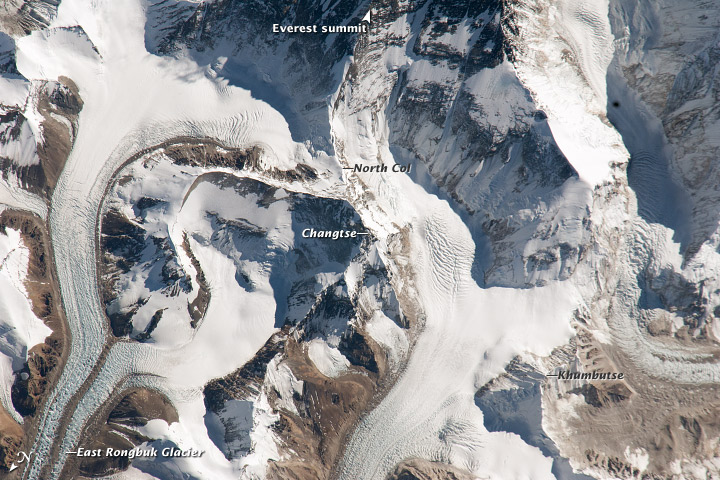
Ett flygfoto som visar Khumbutse nere till höger. Fotot är orienterat med sydost uppåt.

Berget är brant, men ändå huvudsakligen täckt med snö och is. Laviner på Khumbutses sluttningar rapporteras ofta. Inom bergsklättring har berget ID KHUM.
Närmast Khumbutse befinner sig som första berg väster om Mount Everest. Närmaste berg är dock Lingtren, Changtse, Pumori, Jiangbing Ri, Kala Patthar och Nuptse, med stigande avstånd.
Berget är avrinningsområde till Ganges och därigenom till Bengaliska viken.

## Klättringshistorik
Khumbutse bestegs första gången 1979 i en soloklättring utförd av den slovenske klättraren, och utövaren av speed climbing, Franček Knez. Det skedde i samband med ett Everest-försök, där Knez upplevde att expeditionen fick vänta för länge på klättring och därför bad att få lämna expeditionen för egna toppförsök.
Ett flertal källor uppger istället den holländske klättraren Bart Vos som först upp på Khumbutses topp, men det ska enligt klättrarens egna uppgifter inte ha skett förrän i november eller december 1993.
Det finns också källor som varken ser Knez soloklättring eller Vos påstådda uppgifter om motsvarande bedrift drygt 14 år senare som tillräckligt väl dokumenterade. Då uppges berget fortfarande vara utan toppbestigning.
Officiellt öppnades Khumbutse för utländska klättrare först 2002, när den nepalesiska regeringen släppte 103 nya berg och därmed gjorde det legalt att bestiga totalt 263 av Nepals berg.